# Memento mori

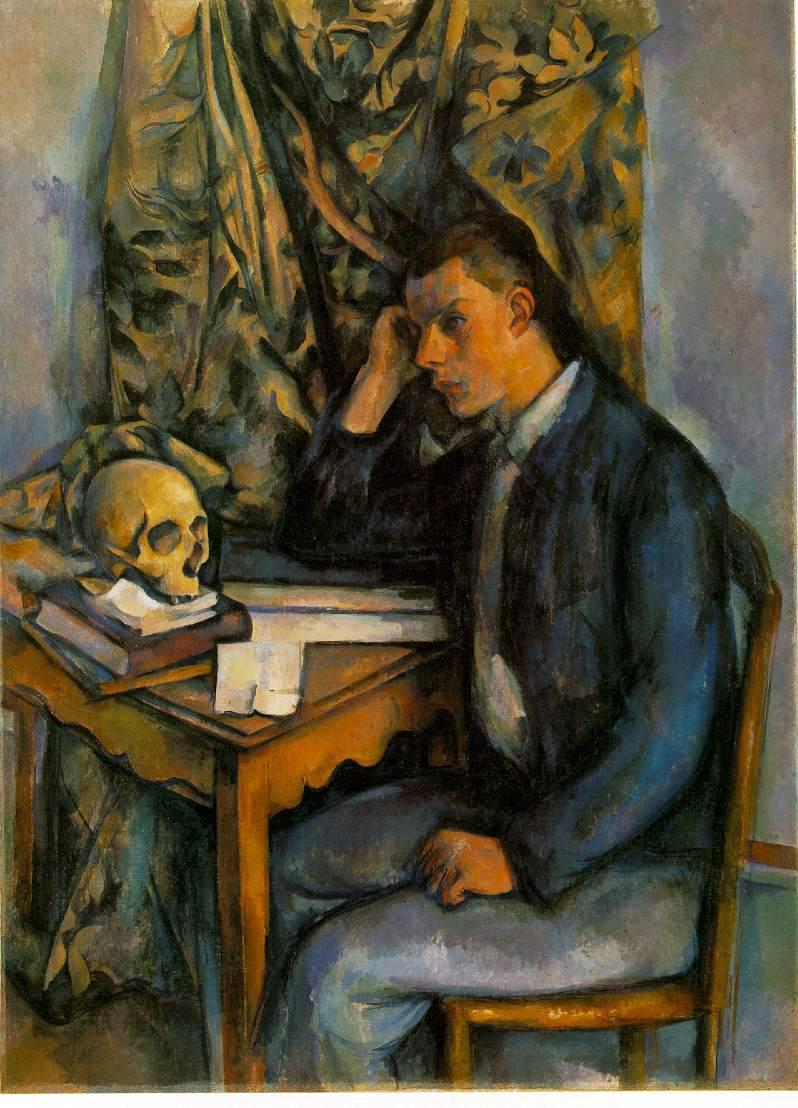
Home jove amb una calavera, obra de Paul Cézanne.

Memento mori és una frase llatina que significa ‘Recorda que has de morir’, en el sentit de ‘Recorda que ets mortal’. Sol usar-se per a identificar un tema freqüent, o tòpic, en l'art i la literatura que tracta la fugacitat de la vida (relacionada amb el tempus fugit, per tant).
La frase té el seu origen en un peculiar costum de la Roma antiga. Quan un general desfilava victoriós pels carrers de Roma, darrere seu hi anava un esclau que li anava repetint aquesta frase per tal d'impedir que incorregués en la supèrbia hibris i pretengués, a la manera d'un déu omnipotent, usar el seu poder ignorant les limitacions imposades per la llei i el costum. Ho feia pronunciant aquesta frase, encara que segons el testimoniatge de Tertulià, Apologètic 33, probablement la frase emprada era «Respice post te! Hominem te esse memento!»: ‘Mira darrere teu! Recorda que ets un home’ (i no un déu).
També s'usa aquesta frase per recordar un costum de finals del segle xix i principis del xx: fotografiar els éssers estimats que havien mort, és a dir la fotografia post mortem d'aquesta època. Es tracta de fotos que impliquen un acostament de la fotografia a la representació de cossos morts, a fi de ser recordats en els últims moments.
Aquest costum, no obstant això, venia condicionat pels llargs temps d'exposició que requerien les primeres emulsions fotogràfiques, que obligaven els subjectes a romandre immòbils durant diversos minuts. Per això, fotografiar un cadàver era molt més fàcil que fotografiar un ésser viu, el qual, en moure's durant la fotografia, podia fer malbé el resultat.